# Theritas oakesii
Theritas oakesii är en fjärilsart som beskrevs av Butler 1884. Theritas oakesii ingår i släktet Theritas och familjen juvelvingar. Inga underarter finns listade i Catalogue of Life.